# 绝对普遍性
在哲学逻辑、形而上学以及语言哲学当中，绝对普遍性的問題（英語：problem of absolute generality）是當句子指涉绝对一切事物時，會遇到的问题。在历史上，哲学家们有時认为自己的一些陈述是绝对普遍的，真正是指一切。近年来，研究量化与悖论的逻辑学家，陆续对这一观点提出了质疑，认为逻辑量词的範圍不可能绝对不受任何限制。
否认绝对无限制量化的哲学家（通常称为普遍性相对论者）认为，或者當一个人试图談論绝对全稱量化的命題時，就会产生罗素悖论与格雷林-尼尔森悖论，或者绝对普遍性会因为勒文海姆–斯科伦定理而导致不可判定，或者绝对的普遍性無法成立，因为“对象”的概念是相对的。
相反，一些哲學家（称为普遍性绝对论者）相信，人们确实可以对绝对的一切进行量化，譬如蒂莫西·威廉姆森认为，很难看出那些怀疑绝对普遍性的逻辑学家，如何能够在不援引绝对的普遍性概念的情况下，论述这种观点。
2006年，牛津大学出版社出版《绝对的普遍性》一书，包含了支持與反對绝对无限制量化的学者撰写的該主题的各类文章。